# Sophie Hillebrand
Sophie Hillebrand (* 24. Jänner 2002 in Bad Ischl) ist eine österreichische Fußballspielerin.

## Karriere

### Verein
Sophie Hillebrand startete ihre Vereinslaufbahn 2010 beim SK BSU Strobl, 2016 wechselte sie zum FC Bergheim. Ab 2019 lief sie für den SV Neulengbach auf und ab 2021 für den SK Sturm Graz.
Im Juli 2022 wechselte sie zum SKN St. Pölten, wo sie zunächst einen Zweijahresvertrag unterschrieb. In St. Pölten absolvierte sie auch die Frauenfußball-Akademie des Österreichischen Fußball-Bundes (ÖFB). Ab September 2022 musste sie verletzungsbedingt pausieren, im November 2023 absolvierte sie ihr erstes Bundesligaspiel nach der Verletzungspause.
In der Saison 2023/24 spielte sie mit dem SKN St. Pölten unter Trainerin Liése Brancão in der Gruppenphase der UEFA Women’s Champions League. Ihr Debüt in der Champions League gab sie im November 2023 gegen Brann Bergen. Mit dem SKN wurde sie in der ÖFB Frauen-Bundesliga in der Saison 2023/24 österreichischer Meister und Cupsieger. Im Mai 2024 wurde ihr Vertrag beim SKN St. Pölten bis Sommer 2026 verlängert. Im März 2025 erzielte sie in einem Bundesliga-Spiel des SKN St. Pölten gegen die Spielgemeinschaft SVg Lustenau/Dornbirn einen Hattrick. In der Spielzeit 2024/25 der Bundesliga wurde sie bei der Wahl zur Spielerin der Saison hinter Verena Volkmer auf den zweiten Platz gewählt. Trainerin Liése Brancão holte sie Mitte 2025 zum Hamburger SV, wo sie einen Zweijahresvertrag unterzeichnete.

### Nationalmannschaft
Hillebrand absolvierte Einsätze in den U16-, U17- und U19-Nationalteams. Mit Österreichs U17-Nationalteam spielte sie 2019 bei der Endrunde der U-17-Fußball-Europameisterschaft der Frauen 2019. Von ÖFB-Teamchefin Irene Fuhrmann wurde Hillebrand in das österreichische Frauen-A-Team im April 2022 für die WM-Qualifikation gegen Nordirland und Lettland nachnominiert.
Ihr Debüt im österreichischen Frauen-A-Team gab sie am 4. April 2025 unter Teamchef Alexander Schriebl in der Gruppenphase der UEFA Women’s Nations League bei der 1:3-Niederlage gegen die  Niederlande, wo sie in der 87. Minute für Marie-Therese Höbinger eingewechselt wurde.